# Warman
Warman – miasto w Kanadzie, w prowincji Saskatchewan.